# Lexington (Alabama)
Lexington és una població dels Estats Units a l'estat d'Alabama. Segons el cens del 2000 tenia 840 habitants.

## Demografia
Segons el cens del 2000, Lexington tenia 840 habitants, 364 habitatges, i 244 famílies. La densitat de població era de 101 habitants/km².
Dels 364 habitatges en un 27,5% hi vivien nens de menys de 18 anys, en un 55,2% hi vivien parelles casades, en un 8,2% dones solteres, i en un 32,7% no eren unitats familiars. En el 30,5% dels habitatges hi vivien persones soles el 18,1% de les quals corresponia a persones de 65 anys o més que vivien soles. El nombre mitjà de persones vivint en cada habitatge era de 2,31 i el nombre mitjà de persones que vivien en cada família era de 2,86.
Per edats la població es repartia de la següent manera: un 21,8% tenia menys de 18 anys, un 7,6% entre 18 i 24, un 27,9% entre 25 i 44, un 23,8% de 45 a 60 i un 18,9% 65 anys o més.
L'edat mediana era de 40 anys. Per cada 100 dones hi havia 85 homes. Per cada 100 dones de 18 o més anys hi havia 87,7 homes.
La renda mediana per habitatge era de 31.736 $ i la renda mediana per família de 38.500 $. Els homes tenien una renda mediana de 35.083 $ mentre que les dones 17.422 $. La renda per capita de la població era de 15.184 $. Aproximadament el 5,9% de les famílies i el 9,8% de la població estaven per davall del llindar de pobresa.

## Poblacions més properes
El següent diagrama mostra les poblacions més properes.